# Bartolomeo Cattaneo
Bartolomeo Cattaneo (ur. 26 września 1866 w Novi Ligure - zm. 14 maja 1943) – włoski duchowny rzymskokatolicki, arcybiskup tytularny, dyplomata watykański, w latach 1917-1933 delegat apostolski w Australii.

## Życiorys
Święcenia kapłańskie przyjął 2 sierpnia 1894. 19 maja 1917 papież Benedykt XV mianował go delegatem apostolskim w Australii, a dwa dni później arcybiskupem tytularnym Palmyry. Sakry udzielił mu 10 czerwca 1917 kardynał Domenico Serafini OSB, prefekt Kongregacji Rozkrzewiania Wiary. W 1933 zrezygnował z zajmowanego urzędu i przeszedł na emeryturę. Zmarł 14 maja 1943 w wieku 76 lat.